# Không sao mà, em đây rồi
"Không sao mà, em đây rồi" là một bài hát của nữ ca sĩ Suni Hạ Linh kết hợp với Lou Hoàng, phát hành vào ngày 25 tháng 7 năm 2019. Ca khúc do Lyly và Suni Hạ Linh sáng tác, viết về một cô gái quan tâm và dành tặng những lời an ủi cho chàng trai thất tình và vẫn cảm thấy vui vẻ khi chàng trai đó hạnh phúc với bạn gái cũ. Công chúng đã đánh giá tích cực sự thay đổi hình ảnh của nữ ca sĩ, từ một cô gái trẻ trung, nhí nhảnh sang một giọng ca nữ tính, trưởng thành và sâu lắng. Suni Hạ Linh từng trình diễn "Không sao mà, em đây rồi" nhiều lần và một vài giọng ca khác đã cover lại ca khúc này.

## Bối cảnh và sáng tác
Sau bài hát "Em đã biết", sự nghiệp âm nhạc của Suni Hạ Linh có phần chững lại. Do bất đồng về quan điểm, cô quyết định trả khoản bồi thường khá cao để rời công ty quản lí cũ. Ca khúc "Thích rồi đấy" giúp nữ ca sĩ nhận được một số quảng cáo, show diễn nhưng không trở thành bản hit được phổ biến rộng rãi. Trong khi đó ca sĩ Lyly đã sáng tác một vài bài hát được nhiều người biết tới như "24h" (do chính Lyly thể hiện) hay "Anh nhà ở đâu thế" (do Amee và B Ray thể hiện).
Lyly là người sáng tác chính cho bài hát. Cô đã gửi một vài bản demo ca khúc cho Suni Hạ Linh, và Suni đã lựa chọn "Không sao mà, em đây rồi". Thời điểm đó Suni Hạ Linh là người mới bắt đầu tập viết nhạc và đã đưa ra những ý kiến bổ sung để hoàn thiện ca khúc. Nữ ca sĩ đã thu âm lại ca khúc này khá nhiều lần để thể hiện đúng cảm xúc của bài hát này.
Khi được ghi tên vào phần tác giả ca khúc, tôi cảm thấy tự hào.— Suni Hạ Linh, 

Tên ban đầu của bản demo là "Hình như", sau đó bài hát được đặt tên chính thức "Không sao mà, em đây rồi". Đây là một câu trong ca khúc này và Suni Hạ Linh cho rằng câu hát đó mô tả rõ nhất về bản thân nữ ca sĩ: tính cách mạnh mẽ, có trách nhiệm và thích chăm sóc người khác. Tiêu đề thể hiện sự sáng tạo trong bài hát: người con gái che chở, an ủi cho chàng trai, trái với suy nghĩ mà nhiều người đã quen thuộc là người con trai phải mạnh mẽ, che chở cho người con gái. Bài hát thuộc thể loại ballad nhưng không lụy tình, đau khổ mà tương đối nhẹ nhàng. Theo chia sẻ từ đội ngũ của Suni Hạ Linh, từ bài hát này cô sẽ thử nghiệm mình ở phong cách dịu dàng, có chiều sâu hơn. Nữ ca sĩ thể hiện thông điệp tích cực rằng điều quan trọng là có thể nhìn người mình thương hạnh phúc, vui vẻ.
Video âm nhạc của bài hát do Zoo Yeong Jeong đạo diễn cùng với đội ngũ Bowiestudios. Đây là ê-kíp từng thực hiện video cho một số nhóm nhạc nổi tiếng, trong đó có BTS. Trong video âm nhạc, Suni Hạ Linh vào vai cô gái và là người thứ ba trong mối quan hệ. Dù Lou Hoàng là ca sĩ góp giọng cho bài hát nhưng anh không xuất hiện trong video âm nhạc. Người mẫu Nguyễn Việt Dũng là diễn viên vào vai nam chính. Ở phần đầu video, chàng trai buồn bã vì thất tình, trong khi cô gái là người quan tâm và dành tặng những lời an ủi cho chàng trai này: "Không sao mà, em đây rồi, anh ơi/Buồn cứ khóc, bao lâu nay anh đã cố mạnh mẽ rồi/Chỉ một lần thôi, chỉ một lần này thôi/Hãy để em được vỗ về nỗi buồn của anh". Sau đó cô gái có tình cảm với chàng trai và âm thầm chuẩn bị một món quà nhỏ. Trong ngày sinh nhật, cô định tặng món quà đó để bày tỏ tình cảm, tuy nhiên người yêu cũ của chàng trai trở về. Cô gái quyết định cất món quà đó lại và chúc mừng người cô yêu hạnh phúc.

## Phát hành và tiếp nhận
Tối 23 tháng 7 năm 2023, Suni Hạ Linh tung teaser của video "Không sao mà, em đây rồi" lên YouTube. Trong teaser, có 5 chàng trai gặp chuyện không vui, mỗi người đeo bảng chứa tên một nam ca sĩ: Isaac, Trịnh Thăng Bình, Erik, Đức Phúc và Lou Hoàng. Cuối teaser Suni giơ bàn tay có ghi số "2507", chính là ngày bài hát ra mắt. Tối ngày 25 tháng 7, bài hát cùng video âm nhạc chính thức ra mắt công chúng. Trên Zing MP3, sản phẩm đạt hạng 9 bảng xếp hạng tuần với 42 triệu lượt nghe sau 5 tháng và được gọi đây là bản hit thứ hai trong sự nghiệp của nữ ca sĩ, sau "Em đã biết" đã ra mắt vào 2016. Trên YouTube, bài hát đạt hơn 1,5 triệu lượt xem sau 3 ngày ra mắt, và đạt 86 triệu lượt xem vào đầu năm 2024. Phương Cúc từ báo điện tử VOV đã gọi đây là "một bản hit nổi tiếng", trong khi Hoa học trò đánh giá bài hát là "sleeper hit" bất ngờ thành công với lời nhạc và hình ảnh được đánh giá cao.
Bài hát đã nhận được đánh giá tích cực từ giới truyền thông. Nhà báo P.T (VTV News) đã chú ý về sự thay đổi ngoại hình của Suni, từ một cô gái tóc ngắn nhiều màu sắc chuyển sang hình ảnh nữ tính và trầm lắng. Zing.vn đã cho bài hát 7,5/10 điểm. Trang này đánh giá Suni đã chuyển từ hình ảnh mang phong cách K-pop, "cô nàng kẹo ngọt" sang một giọng ca trưởng thành, sâu lắng hơn. Suni Hạ Linh được dành lời khen vì thể hiện tốt ở tất cả những đoạn chuyển tông giọng, làm chủ được nhịp điệu và tiết tấu của ca khúc. Haru từ trang Billboard Việt Nam đánh giá cô nàng đã rũ bỏ hình ảnh sôi nổi, nhí nhảnh quen thuộc, và khiến người hâm mộ yêu thích với vẻ dịu dàng, nữ tính; nhận xét ca từ bài hát sẽ xoa dịu trái tim của các chàng trai đang yếu lòng. Báo Hoa học trò đã ví lời bài hát như "cơn mưa rào thanh xuân, mà dù có cảm thì ai cũng vẫn muốn đắm mình". Trong chương trình Ca khúc tuyển chọn trên kênh phát thanh VOV3, bài hát được nhận xét là ca khúc nhẹ nhàng, tinh tế, có ca từ lãng mạn, gần gũi như những câu nói thường ngày.

## Biểu diễn trực tiếp và các bản hát lại
Tháng 8 năm 2019, Suni hát live "Không sao mà, em đây rồi" với Lou Hoàng trong chương trình Hot Trend của Báo Thanh Niên, sau đó biểu diễn ca khúc này ở Đà Nẵng và chương trình V Heartbeat tháng 8 ở Thành phố Hồ Chí Minh. Tháng 10 năm đó, cô biểu diễn bài hát ở Đại nhạc hội Realme tại Kí túc xá Đại học Quốc gia Thành phố Hồ Chí Minh. Năm 2020, bài hát được Suni trình diễn trên sân khâu Zing Music Awards 2020 vào tháng 1, đêm nhạc V Heartbeat tháng 6, và trong một sự kiện thời trang ở Quận 1, Thành phố Hồ Chí Minh. Trong đêm nhạc của VPBank vào tháng 8 năm 2022, Suni đã trình diễn một bản phối lại của ca khúc theo phong cách remix, nhí nhảnh. Tháng 11 năm 2022, cô trình diễn ca khúc tại concert MTV School Fest (Ký túc xá Đại học Quốc gia TP.HCM). Tháng 6 năm 2024, Suni trình diễn "Không sao mà, em đây rồi" cùng 2 ca khúc khác trong đại nhạc hội biển diễn ra tại thành phố Đà Nẵng.
Không lâu sau khi bài hát gốc ra mắt, Hương Ly và Huỳnh Thanh Thảo đã hát lại ca khúc này. Năm 2021, Bùi Công Nam đã hát "Không sao mà, em đây rồi" trong chương trình truyền hình Xuân hạ thu đông rồi lại xuân. Tháng 3 năm 2022, Jaykii song ca với Hoàng Yến Chibi mashup 2 ca khúc "Không sao mà, em đây rồi" - "Vẫn nhớ" trong chương trình Không gian cảm xúc. Vào tháng 4 Lyly trình diễn "Không sao mà, em đây rồi" trong Nhạc hội kỷ niệm 60 năm thành lập Trường Đại học Sư phạm Kỹ thuật Thành phố Hồ Chí Minh, và tháng 6 cùng năm Thùy Chi cover ca khúc trong seri âm nhạc Thong dong mà hát. Năm 2023, Lyly trình diễn bài hát ở Ngày hội Game Việt Nam.